# ジョン・ウィンダム

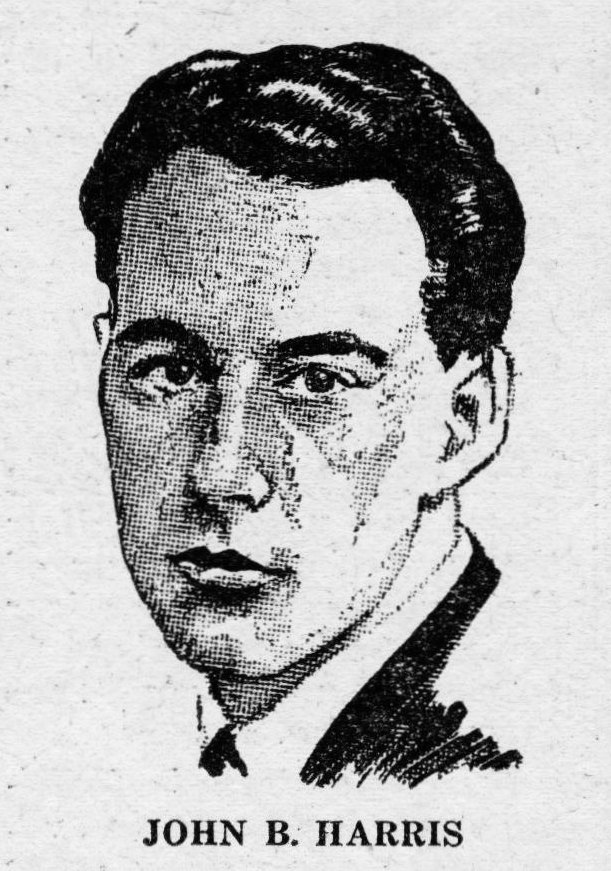
筆名ジョン・Ｂ・ハリスを名乗っていた頃のウィンダム似顔絵（掲載誌不明、1931年）

ジョン・ウィンダム（John Wyndham, 1903年7月10日 - 1969年3月11日）は、イギリスの小説家・SF作家。『トリフィド時代』や『さなぎ』『呪われた村』など人類への侵略を扱ったＳＦ作品で特に知られ、英語圏ではＨ・Ｇ・ウェルズと並ぶ作家として近年高い評価を受けている。

## 経歴

### 戦前まで
本名は、ジョン・ウィンダム・パークス・ルーカス・ベイノン・ハリス (John Wyndham Parkes Lucas Beynon Harris )。イングランドはウォリックシャー州ノウル (Knowle) で法廷弁護士の父とバーミンガムの鉄工場主の娘の母との間に生まれた。幼少期はバーミンガム近郊のエジバストンで過ごしたが、8歳のときに両親が離婚したため、その後はイギリス各地の全寮制私立学校で過ごした。一番長く過ごしたのはハンプシャーの Bedales School で（1918年-1921年）、この学校を卒業したとき18歳だった。
卒業後は農業、法律、商業アート、広告など様々な職を転々としたが、親からの仕送りに頼って生活していることが多かった。1929年に『アメージング・ストーリーズ』を偶然に読み、それをきっかけにSFの創作を始めた。活動初期には、上記のフルネームから適当に一部を取り出して、ジョン・ベイノンやルーカス・パークスといった様々なペンネームを使っていた。1931年にはアメリカのSF系パルプ・マガジンに短編小説や連載が売れるようになっていた。デビュー作は1931年にアメリカのSF雑誌『ワンダー・ストーリーズ』に掲載された"Worlds to Barter"（世界交換）という短編。当時はジョン・ベイノンまたはジョン・ベイノン・ハリスというペンネームを使っていた。また、探偵小説も書いていた。

### 第二次世界大戦
第二次世界大戦中、ウィンダムはイギリス情報省（Ministry of Information）で検閲官として働いていたが、後に陸軍に入隊し王立通信軍団で暗号オペレーターの伍長を務めた。ノルマンディー上陸作戦にも参加したが、上陸初日には参加していない。

### 戦後
戦後は執筆生活に戻る。そのころ、兄のビビアン・ベイノン・ハリスも作家になっており、既に4冊の長編を出版していたことが刺激になった。また同じころ復員したアメリカのＳＦ作家ロバート・Ａ・ハインラインが一般誌に作品を掲載するなど、ＳＦというジャンルが広く認知されるようになったことも執筆を後押しした。短編小説をいくつか書き、その一編が当時のアメリカで一流週刊誌だった『コリアーズ』に掲載される。自信を深めたウィンダムは、1950年に初めて「ジョン・ウィンダム」を名乗って長編小説に取りかかる。これが『トリフィド時代』で、『コリアーズ』1951年1月から5回にわたって連載された。
『トリフィド時代』は、人間以外の存在の侵略によって文明が崩壊してゆく過程を、第二次大戦後の冷戦構造や生物兵器の伸長と結びつけて活写したＳＦ作品で、英語圏では発表後ただちに大きな評判を集めた。本書は英米両国で単行本として刊行されたのち、翌年の国際幻想文学賞候補、1957年にはＢＢＣでラジオドラマ化される（1963年には映画化）。本書はイギリスで「Ｈ・Ｇ・ウェルズの『宇宙戦争』や『タイム・マシン』に比肩しうる作品」とされ、ウェルズ以外のＳＦ作品としては初めてペンギン・ブックスに収録されている。
他に、やはり侵略ものの『海竜めざめる』、「光る眼」のタイトルで一度ならず映画化もされた『呪われた村』などの作品が有名。これらは彼が死ぬまで版を重ねた。1950年代の映画界の、「宇宙人侵略テーマ映画」の大量発生にも、大きく影響を与えた。
1963年、20年以上の付き合いがあったグレース・ウィルソンと結婚。グレースはジョンの死まで添い遂げた。結婚を機にロンドンを離れ、かつて学んだ Bedales School のグラウンドが見える場所（ピータースフィールド）に移り住んだ。
65歳のとき、ピータースフィールドの自宅で死去。死後、未発表の作品が多数発見された。また、初期の作品の多くも再版された。

## 作品

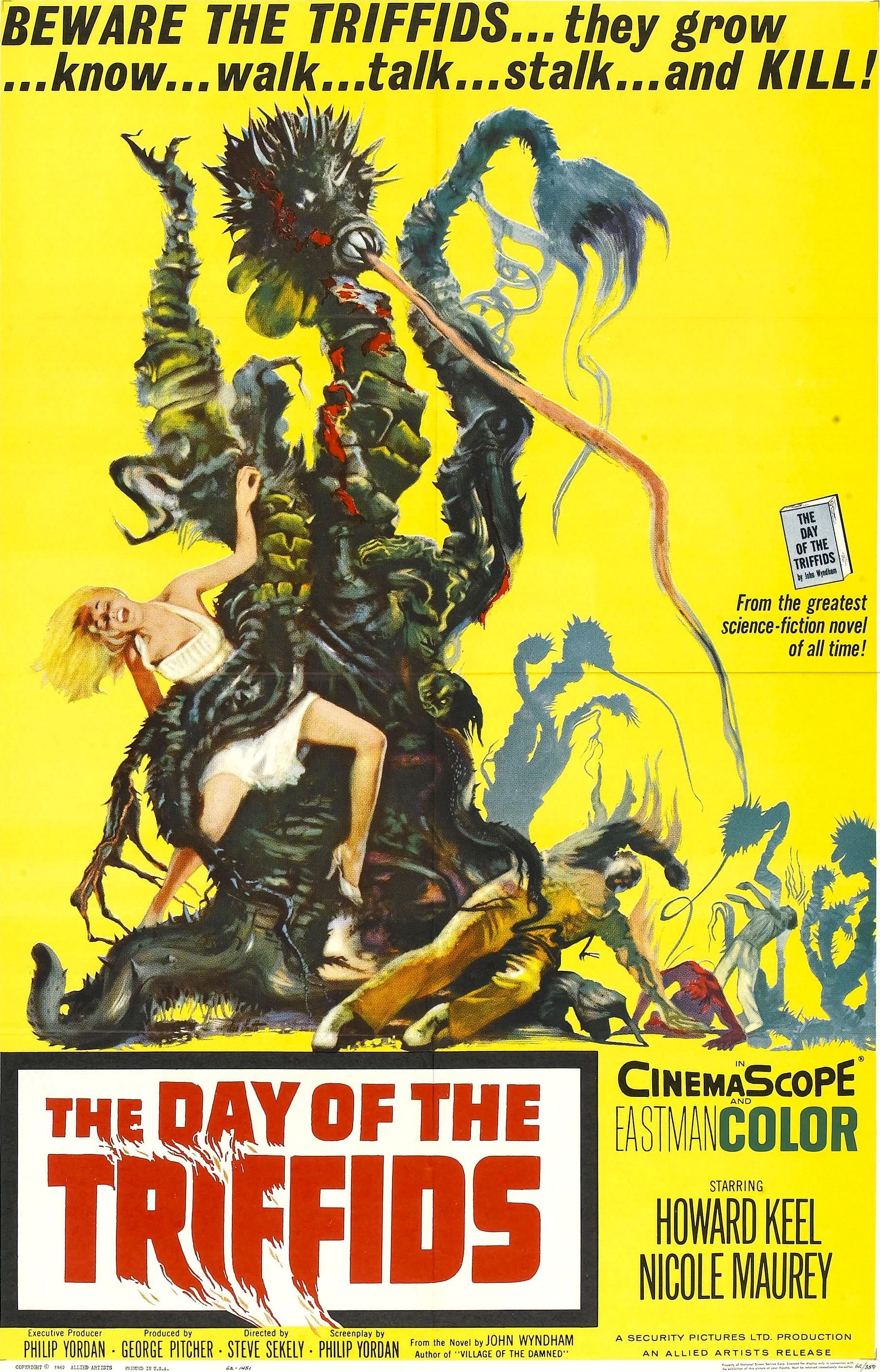
映画化された『トリフィド時代』（1967）ポスター（邦題『人類ＳＯＳ！』）

『トリフィド時代』（1951）で筆名を高めて以後のジョン・ウィンダム作品は、多くが大災害や破滅的な状況下で一般の人々がどのように反応するか、どのような倫理的課題が生じるかに焦点を当てている。そうした作品は、ウィンダムが敬愛していたＨ・Ｇ・ウェルズ『宇宙戦争』の系譜につらなる侵略と破滅の物語として、1950年代のイギリスで幅広い層の読者を獲得することになった。
ウィンダムはウェルズにとって主要テーマだった進化論思想も受け継いでいるとされ、作品では適者生存の原理が様々に変奏されて描かれる。とくに『さなぎ』（1955）や『呪われた村』（1957）に現れた、人類という種の優越性が自明なものではなく、よりすぐれた能力をもった存在に取って代わられ得るというアイデアは、近年になって幻想文学批評において高く評価されるようになった。再評価の機運を受けて、イギリスのリバプール大学はウィンダムの専門アーカイブを新設して稀覯書や自筆原稿の収集・保存を開始している。
またウィンダムの作品には、1950年代のイギリスが冷戦対立に対して抱いていたイメージや不安が深く刻まれており、そうした同時代史料としても注目されている。『トリフィド時代』では共産圏の鉄のカーテンの奥で秘密裏に発見・栽培されていたらしい新種の生物が、誤って世界に拡散し文明を崩壊させてゆくが、『海竜めざめる』（1953）でも、地球に現れた未知の怪物への対応をめぐって人類が西側と共産圏に分裂、世界が危機に瀕する過程が描かれる。こうした作品群は、現在の文学史家からは伝統的なゴシック文学の系譜をＳＦという新しいジャンルに接続する試みとみなされている。
また彼の多くの作品に現れる自立した強い女性は、長年の恋人だったグレース・ウィルソンの姿が反映されていると考えられている。

## そのほか
- ウィンダムの長編小説の多くは同時代（1950年代）のイギリスを舞台としている。イギリスのSF作家ブライアン・オールディスは『トリフィド時代』に代表されるそれらの作品をけなして "cosy catastrophes"（ぬるま湯の破滅もの）と称した[14]。これに反論したのが評論家の L.J. Hurst で、彼は『トリフィド時代』の主要登場人物が殺人や自殺や災難を目撃し、自らも命の危険に頻繁にさらされている点を指摘した[15]。

## 主な邦訳作品
- The Day of the Triffids (1951) 
  - 『トリフィド時代 - 食人植物の恐怖』 井上勇訳、東京創元社
  - 『トリフィドの日』 峯岸久訳、早川書房〈ハヤカワ・SF・シリーズ〉
  - 『怪奇植物トリフィドの侵略』 中尾明訳、あかね書房〈少年少女世界SF文学全集〉（※児童向け抄訳）
  - 『地球滅亡の日 植物人間』 青木日出夫訳、秋田書店〈SF恐怖シリーズ〉（※児童向け抄訳）
  - 『トリフィド時代』 志貴宏訳、学習研究社（※世界文学全集 47巻所収）
  - 『トリフィド時代 - 食人植物の恐怖 新訳版』 中村融訳、東京創元社
- The Kraken Wakes(Out of the Deeps) (1953)
  - 『海竜めざめる』 星新一訳、早川書房
  - 『海底の怪』 国松文雄訳、元々社〈最新科学小説全集〉
  - 『深海の宇宙怪物』 斉藤伯好訳、岩崎書店〈SFこども図書館〉（※児童向け抄訳）
  - 『海竜めざめる』星新一訳 福音館書店（ボクラノSF） - 早川書房版の訳文に、岩崎版の長新太の挿絵
- The Chrysalids(Re-Birth) (1955) 
  - 『さなぎ』 峯岸久訳、早川書房
- The Seeds of Time (1956)
  - 『時間の種』 大西尹明訳、東京創元社（※短編集）
- The Midwich Cuckoos (1957) 
  - 『呪われた村』 林克己訳、早川書房
- Trouble With Lichen (1960) 
  - 『地衣騒動』 峯岸久訳、早川書房
- Chocky (1968) 
  - 『宇宙知性チョッキー』 峯岸久訳、早川書房
  - 『チョッキー』 金利光訳、あすなろ書房
- Web (1979) 
  - 『ユートピアの罠』 峯岸久訳、東京創元社

## 主な映画化作品
- 『人類SOS!』(Day of the Triffids) 1963年（米）、監督：スティーブ・セクリー 出演：ハワード・キール
- 『未知空間の恐怖/光る眼』(Village of the Damned) 1960年（米）、監督：ウルフ・リラ 出演：ジョージ・サンダース，バーバラ・シェリー，マーティン・スティーヴンズ
- 『続・光る眼 宇宙空間の恐怖』(Children of the Damned) 1963年（英） 、監督：アントン・リーダー 出演：イアン・ヘンドリィ
  - 内容はほぼオリジナルで、むしろオラフ・ステープルドンの『オッド・ジョン』に近い。
- 『光る眼』(Village of the Damned) 1995年（米）、監督：ジョン・カーペンター 出演：クリストファー・リーヴ
  - 上記『未知空間の恐怖/光る眼』のリメイク版。